# اسطوخودوس لارستانی
اسطوخودوس لارستانی، اسطوخودوس راست (نام علمی: lavandula stricta) نام یک گونه از سرده اسطوخودوس است. سرده اسطوخودوس در ایران در حدود ۲ گونه گیاه خشبی به نام‌های لارستانی و فلس‌دار دارد. اسطوخودوس فلس‌دار گونه انحصاری ایران است.